# Lea DeLaria
Lea DeLaria (Belleville, Illinois, 23 mei 1958) is een Amerikaanse actrice, comédienne en jazz-muzikante. Ze is de dochter van Jerry en Robert, twee katholieke Italianen.
DeLaria is voornamelijk bekend door haar rol als Carrie (Big Boo) Black in de televisieserie Orange Is the New Black. Ze speelde verder in Edge of Seventeen (1998), The First Wives Club (1996) en One Life to Live (2008-2011). Bovendien deed ze als stemactice mee aan Bear With Us (2016), Clarence (2014-2016) en in Cars 3 (2017) Miss Fritter
Naast actrice is DeLaria ook jazz-muzikante. Haar vader, een jazzpianist, leerde haar zangtechnieken en begeleidde haar gedurende haar beginjaren. In 2001 kwam haar eerste album uit, genaamd Play It Cool. Haar laatste album, House Of David dateert uit 2015 en is een coveralbum van nummers van David Bowie. Naast haar carrière als muzikante en actrice, is DeLaria ook comédienne. Begin jaren tachtig maakte ze hierin haar debuut. In 1993 presenteerde ze Out There, een special van Comedy Central, waarin uitsluitend homoseksuele comedians stand-upcomedy deden.
- Bibliothèque nationale de France: cb14170488p (data)
- Gemeinsame Normdatei: 135250218
- International Standard Name Identifier: 0000 0000 5517 8333
- Library of Congress Control Number: no99071500
- MusicBrainz: 003447ea-d815-4c4a-805d-4b133b851cc4
- Nationale Bibliotheek van Israël: 987007403041805171
- SNAC: w6c251t0
- Système universitaire de documentation: 084121416
- Trove: 1569889
- Virtual International Authority File: 44508915
- WorldCat: E39PBJtxkYkvFV9JK7wGWpQ6rq